# La Bâtie-Neuve
La Bâtie-Neuve je naselje in občina v jugovzhodnem francoskem departmaju Hautes-Alpes regije Provansa-Alpe-Azurna obala. Leta 2006 je naselje imelo 1.976 prebivalcev.

## Geografija
Kraj leži v pokrajini Daufineji 10 km vzhodno od središča departmaja Gapa.

## Administracija
La Bâtie-Neuve je sedež istoimenskega kantona, v katerega so poleg njegove vključene še občine Avançon, La Bâtie-Vieille, Montgardin, Rambaud, La Rochette, Saint-Étienne-le-Laus in Valserres s 3.704 prebivalci.
Kanton je sestavni del okrožja Gap.